# Settala
Settàla (Setàra in dialetto milanese, AFI: [seˈtɑːra]) è un comune italiano di 7 381 abitanti della città metropolitana di Milano in Lombardia. Situato nella Pianura Padana tra l'Adda e il Lambro, a 15 chilometri a est del capoluogo lombardo.
Il comune si trova a 108 metri sopra il livello del mare e ha una superficie di 17,5 km². Comprende inoltre le frazioni di Caleppio (aggregata intorno al 1753) e di Premenugo (aggregata il 17 gennaio 1869).

## Geografia fisica
Settala è compresa, seppur con qualche discordanza, nella zona geografica della Martesana, la quale ha limiti non definiti.
Il territorio di Settala, seppur appartenente alla Pianura Padana, è caratterizzato da un'impercettibile pendenza che rende la parte orientale dello stesso più bassa altometricamente; questa caratteristica ha fatto sì che nel Medioevo questa parte fosse lambita dalle acque, o meglio dalle paludi esterne del non più esistente Lago Gerundo, nel periodo di massima espansione.
Caratteristica quindi rimasta dell'attuale territorio è la presenza di acqua, a causa soprattutto delle risorgive, in quanto Settala vi è ubicata in piena fascia. Le risorgive sono sparse in gran numero nella zona e in parte racchiuse nel parco regionale delle sorgenti della Muzzetta, a metà tra il territorio di Settala e quello di Rodano e curato da entrambi i comuni. Caratteristica tipica della zona è infatti la presenza di una falda superficiale a circa 2–3 m sotto la superficie.
Inoltre, pressappoco lungo il confine est/sud-est di Settala, con i comuni di Merlino, Comazzo e Paullo, corre il canale della Muzza, il più antico canale artificiale della Pianura Padana, che apporta molta acqua dall'Adda alle campagne settalesi. Altri corsi d'acqua artificiali derivano da risorgive poste a nord di Settala o da diramazioni del Naviglio della Martesana.
Ai vantaggi che le caratteristiche idrogeologiche hanno portato e tuttora portano all'agricoltura, si aggiungono le caratteristiche del clima comuni alla pianura padana, fortemente umido con afa in estate e nebbie in inverno, queste ultime talvolta presenti, a causa delle risorgive, quando nei comuni vicini sono addirittura totalmente o quasi assenti.
Importante nell'economia del territorio è la presenza di tre arterie stradali importanti, quali la Paullese nuova e la Strada Provinciale 14 "Rivoltana", sull'asse ovest-est e la via Cerca, sull'asse nord-sud, che incrocia le prime due al di fuori del territorio di Settala. Queste tre strade, che sono di vitale importanza a livello regionale per i veicoli e le merci in transito, sono connesse tra di loro anche dalla Strada Provinciale 161 "Paullo-Vignate" che percorre in maniera tortuosa l'asse nord-sud e lambisce sia il capoluogo che il centro di Premenugo; la Cerca invece passa radente a Settala tagliandone fuori solo il cimitero, mentre a Caleppio provoca una divisione letterale del paese, apportando anche vari problemi legati al traffico.
Un progetto di variante al di fuori del centro abitato verrà finanziato e quindi realizzato nel contesto della costruzione della nuova tangenziale est-esterna. La Rivoltana e la Paullese passano invece rispettivamente nel margine nord del territorio e nel margine sud; la prima attraversa il parco privato Invernizzi (tratto segnalato come panoramico dal TCI), sulla seconda invece è costruita la zona commerciale-industriale di Caleppio.

## Storia
Il nome di Settala deriva dal latino saeptaria (da saeptum, recinto) per via della presenza di campi recintati nella zona.
Le origini della città si fanno risalire all'epoca romana, dati i ritrovamenti di una strada costruita ai tempi dell'imperatore Tiberio (I secolo d.C.) e di una medaglia dello stesso imperatore, sulla quale era impresso il nome del duumviro Giulio Settala.
Dei secoli passati rimangono diverse testimonianze, come la torre merlata di un palazzetto del XII secolo a Cascina Castello, con un portico e finestre ad arco, roccaforte strategica della lotta della Lega Lombarda contro le invasioni del Barbarossa, e la chiesa parrocchiale di Sant'Ambrogio, fatta costruire dai Conti Settala nel 1107 e nella quale sono custoditi pregevoli quadri di scuola lombarda.
Nel Medioevo, Settala fu feudo di una della famiglie più celebri della storia milanese, i Conti Settala, da cui il borgo ha ereditato lo stemma. Cessato il dominio dei Settala, il feudo passò nelle mani dei Trivulzio, che si estinsero nel 1679. Nel 1725 la città passò al Marchese Brusati di Torino.
In una raccolta araldica riportata da Marco Cremosano nel secolo XVII, si trova dipinto lo stemma della frazione di Premenugo.
Nel 1869 venne aggregato il comune di Premenugo.
Secondo la scomegna, i settalesi erano definiti, come d'uso fino all'immediato dopoguerra, "i gambon de Setara" [pr.: i gambùn de setàra]. Secondo i vecchi del paese, "gambon" non va inteso come "gambe grosse" ma come "gambe buone", cioè buoni camminatori; quindi andrebbe scritto "gamb bon" (la pronuncia invece è la medesima).

### Simboli
Lo stemma e il gonfalone sono stati concessi con DPR del 10 marzo 1978.
Lo stemma comunale riprende le sette ali del blasone della famiglia de Settala (in origine Septara, poi Settara), che aveva tratto nome e origine da questa terra.
Il gonfalone è un drappo troncato di rosso e di giallo.

## Monumenti e luoghi d'interesse
- Chiesa di Sant'Ambrogio

## Società

### Evoluzione demografica
Di seguito l'evoluzione demografica di Settala, secondo fonti storiche dal 1771 al 1853, secondo fonti ISTAT fino all'anno 2001 e per l'anno 2011 e secondo fonti del Comune per gli anni fino al 2007. Il dato del 1811 comprende i villaggi di Premenugo e Liscate, annessi per decreto di Napoleone ma poi staccati dagli austriaci al loro ritorno.
Abitanti censiti

### Etnie e minoranze straniere
Al 31 dicembre 2022 la popolazione straniera era di 862 persone, pari all'11,64% della popolazione.

## Cultura

### Cinema
Nel 1980 Settala è stata una location cinematografica per il film a episodi Qua la mano (episodio Il prete ballerino) con Adriano Celentano. Le riprese in paese sono state effettuate in piazza e nella chiesa di Sant'Ambrogio. Durante le riprese, per esigenze scenografiche, tutti i muri delle case in piazza vennero ridipinti con sfondo bianco e disegni di alberi. Alla fine delle riprese la popolazione decise di lasciare i graffiti, ma si sono via via cancellati dalle necessarie ristrutturazioni nel tempo.

## Geografia antropica
Secondo l'ISTAT, il territorio comunale comprende il centro abitato di Settala, le frazioni di Caleppio e Premenugo e la località di Cascina Contino.

### Frazioni
Il paese di Settala conta all'incirca 3 200 abitanti ed è il paese più grande del comune. Seppur di dimensioni limitate, è contraddistinto da una zona vecchia (il centro), che comprende la piazza Vittorio Veneto, vero simbolo di Settala e rinnovata nel 2002, via Roma e Trento nonché la parte iniziale di via Verdi, fin dove è ristretta e a senso unico, oltre alle vie intermedie, e da una zona nuova (la periferia), il cui simbolo sono i due palazzoni di via Verdi, edificati in tempi simili ma non contemporaneamente. Lo sviluppo di quest'ultima zona si è svolto curiosamente verso ovest rispetto al centro, mentre a est, dietro alla chiesa di Sant'Ambrogio in piazza, c'è praticamente la campagna.
Caleppio conta 2 800 abitanti circa ed è ubicata a sud rispetto al capoluogo a 1,8 chilometri di distanza, è caratterizzata soprattutto dalla provinciale Cerca, che la taglia in due.
Premenugo, anticamente Perminatigum, dista appena 1 chilometro da Settala verso nord e ha un centro molto ridotto ed antico, recentemente rinnovato. Conta all'incirca 1 200 abitanti ma è in espansione. È una frazione esclusivamente residenziale, con solo alcuni servizi e poche attività commerciali.
Calandrone non è una vera e propria frazione ma un agglomerato di tre cascine e qualche villa edificata negli ultimi cinquant'anni, nella strada da Settala verso Conterico e Paullo. Calandrone insieme ad altre cascine del territorio di Settala raggiunge i 300 abitanti.
Nell'amministrazione ecclesiastica, ogni frazione maggiore (Settala, Caleppio, Premenugo) è una parrocchia distinta, appartenente all'arcidiocesi di Milano. Tuttavia è in corso l'unificazione di queste tre parrocchie, processo molto lento ma già avviato.

## Economia
Alla tradizionale attività agricola si è affiancata l'industria, presente in numerose aziende operanti soprattutto nei settori dell'edilizia, delle materie plastiche, della chimica, della meccanica e della logistica, per una copertura del territorio edificato di 1 407 000 m², pari a quasi il 50% dell'intero edificato.
Tra le più significative aziende sul territorio vi è la Columbus, produttrice di biciclette.

## Sport

### Calcio
La principale squadra di calcio della città è l'A.S.D. Settalese 1972 che milita nel girone E lombardo di Promozione. I colori sociali sono: il giallo ed il rosso. È nata nel 1972.
Settala ha dato i natali al calciatore Giuseppe Bergomi, portabandiera dell'Inter e campione del mondo in Spagna 1982.

## Galleria d'immagini

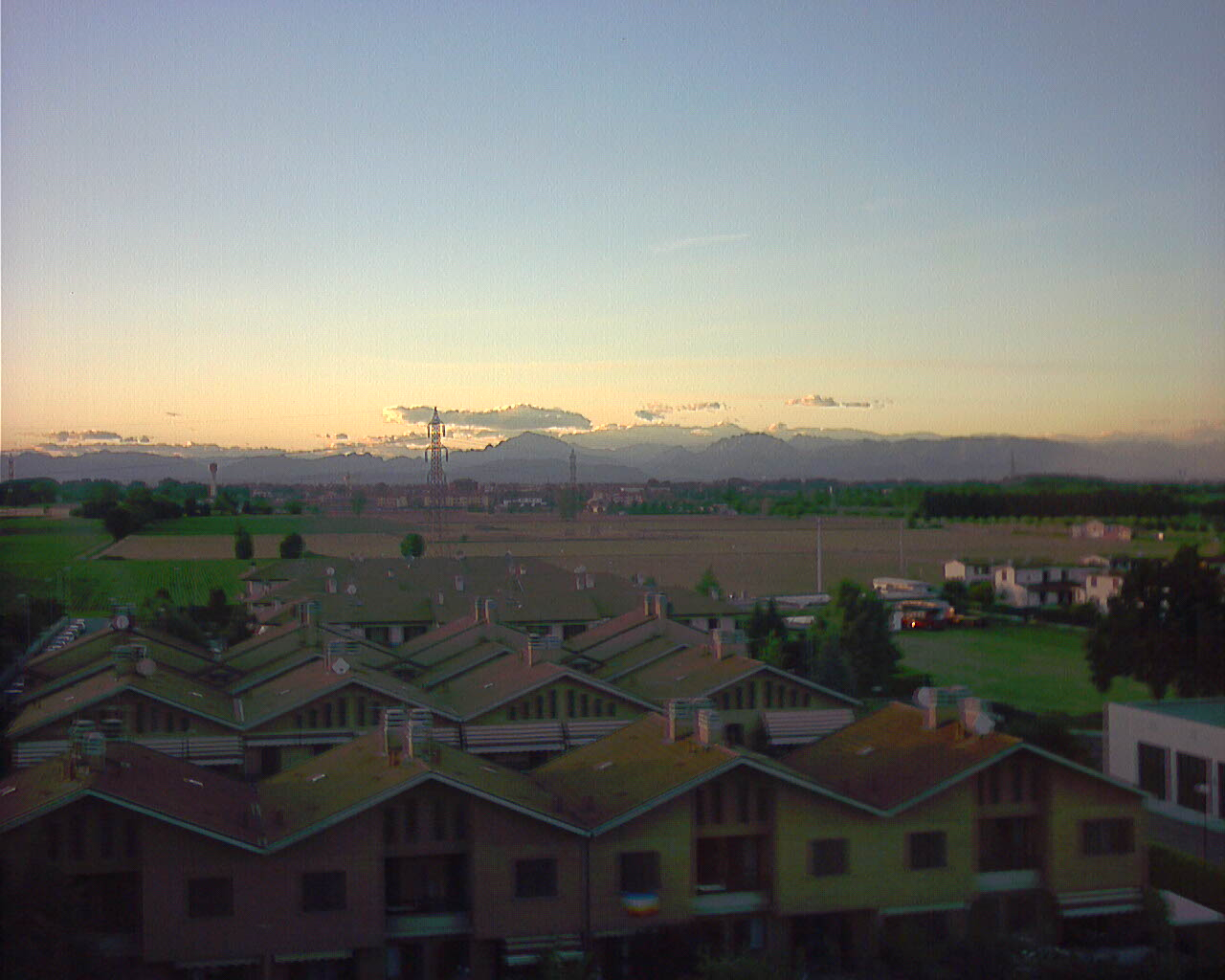
Abitazioni di Settala dai "palazzoni". Sullo sfondo, le prealpi.
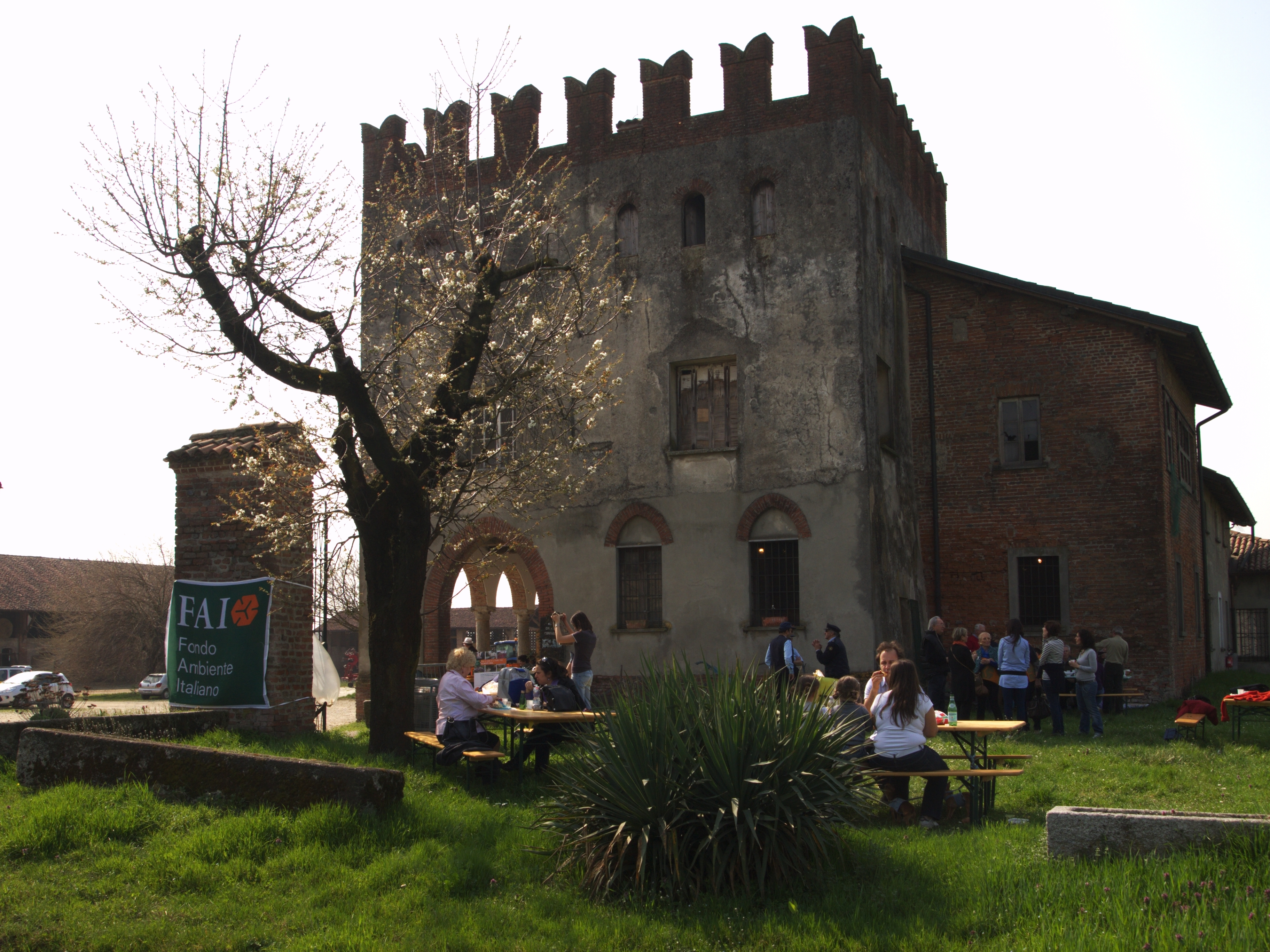
Cascina Castello
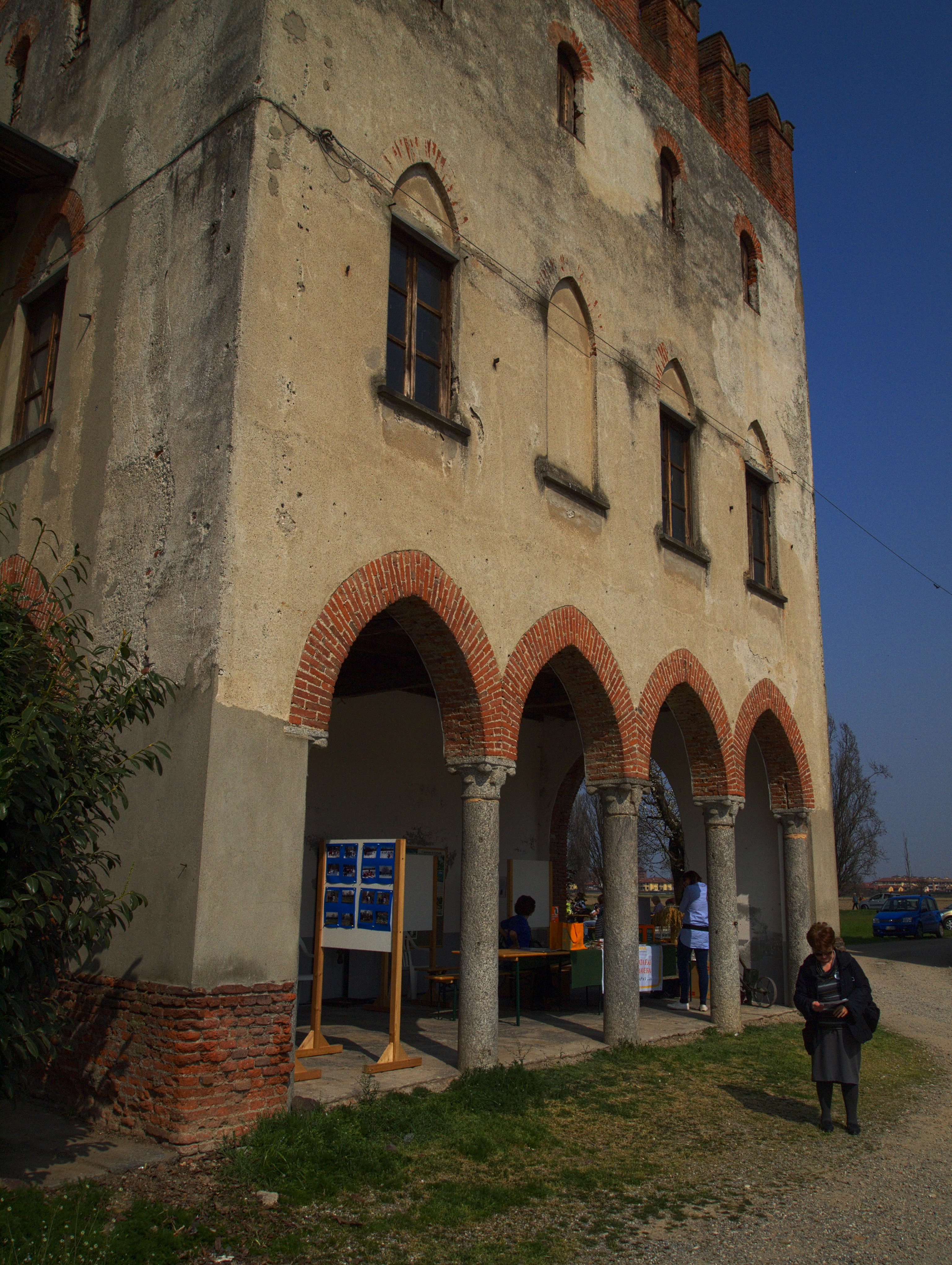
Cascina Castello